# Курдус Горпина
Горпина Курдус (с. Чижівка, Звенигородський р-н, Київська обл., УРСР), українська Праведниця народів світу (6 липня 2003).

## Життєпис
На початок німецько-радянської війни (1941-1945) Горпині Курдус було близько 30 років. Вона проживала з дітьми у с. Чижівка Звенигородського району Київської області. Її чоловік був призваний на фронт, де незабаром загинув у бою. У кінці липня 1941 р. цей район і село було окуповане німецькими військами.

## Історія громадянського подвигу
Горпина дізналася про те, що у Звенигородці окупанти розстріляли 100 чоловіків-євреїв, а тих, хто залишилися, зобов'язали носити на одязі жовті зірки-нашивки і переселитися в гетто.
У травні 1942 р. у сусідньому селі Неморож був створений єврейський трудовий табір, в'язні якого повинні були будувати і ремонтувати дороги. Одного разу у грудні 1942 р. Горпина знайшла у своєму хліві двох довоєнних знайомих з сусіднього села Рижанівка — Буню Гохбарг та її 16-річну доньку Іту, які втекли з Неморожського табору. Не дивлячись на небезпеку, Горпина залишила біженок у себе і протягом зими і весни піклувалася про них. Вдень Гохбарги ховалися у хліві, а на ніч таємно приходиди в будинок Горпини. Після кількох місяців роботи у таборі вони були виснажені фізично і морально, тяжко переживали загибель чоловіка Буні Аврума та 12-річного сина Семена, які загинули ще під час першого розстрілу.
Коли потеплішало, Буня й Іда перейшли в інше укриття. Деякий час вони провідували родичів у Звенигородське гетто. Одного разу коли Буня поверталася у Чижівка, її схопили і розстріляли німці. Через кілька днів поліція вистежила і схопила Іду у хліві Горпини. Жінку також заарештували, але відпустили, бо Іда переконала поліцая, що Горпина не знала про те, що та у неї в хліву.
Іду знову відправили у Неморозький табір, та їй вдалося втекти звідти якраз перед його ліквідацією і переховуватися аж до звільнення на початку весни 1944 р. Після війни Іда підтримувала добрі стосунки з родиною Курдус. На початку 1990-х Іда (в шлюбі — Скалецька) разом з сім'єю емігрувала до Ізраїлю.
6 липня 2003 р. Яд Вашем присвоїв Горпині Курдус звання «Праведник народів світу». Увічнена на Стіні пошани.